# 1533 a tudományban
Az 1533. év a tudományban és a technikában.

## Születések
- február 5. – Dudith András pécsi püspök, a humanizmus korának polihisztor tudósa († 1589)
- augusztus 2. – (id.) Theodor Zwinger svájci filozófus, orvos, enciklopedista († 1588)
- augusztus 16. – Diogo Ribeiro portugál-spanyol térképész, felfedező (halálának éves ismeretlen)